# Trogon fioletowogłowy
Trogon fioletowogłowy (Trogon violaceus) – gatunek średniej wielkości ptaka z rodziny trogonów (Trogonidae). Występuje w północnej części Ameryki Południowej, głównie w wilgotnych lasach. Jest gatunkiem najmniejszej troski.

## Systematyka
Gatunek ten po raz pierwszy zgodnie z zasadami nazewnictwa binominalnego opisał Johann Friedrich Gmelin pod nazwą Trogon violaceus. Opis ukazał się w 1788 roku w 13. edycji linneuszowskiego Systema Naturae. Miejsca typowego autor nie wskazał; później przyjęto, że był to Surinam. Obecnie zwykle nie wyróżnia się podgatunków.
Jeszcze na początku XX wieku wyróżniano sześć podgatunków trogona fioletowogłowego:
- T. v. sallaei Bonaparte, 1856
- T. v. concinnus Lawrence, 1862
- T. v. caligatus Gould, 1838[9]
- T. v. violaceus J.F. Gmelin, 1788
- T. v. ramonianus Deville & Des Murs, 1849
- T. v. crissalis (Cabanis & Heine, 1863).

W 2008 roku South American Classification Committee (SACC) wyodrębnił w głosowaniu podgatunki T. v. caligatus, T. v. concinnus i T. v. sallaei do osobnego gatunku Trogon caligatus (trogon wyżynny). W 2010 roku SACC wyodrębnił kolejne dwa podgatunki T. v. ramonianus i T. v. crissalis do osobnego gatunku Trogon ramonianus (trogon amazoński).
Na liście ptaków świata opracowywanej we współpracy BirdLife International z autorami Handbook of the Birds of the World nadal stosuje się ujęcie systematyczne obejmujące sześć podgatunków. Lista ta jest wykorzystywana przez Międzynarodową Unię Ochrony Przyrody (IUCN).

### Etymologia
- Trogon: gr. τρωγων trōgōn „owocożerny, gryzący”, od τρωγω trōgō „gryźć”[12].
- violaceus: łac. violaceus „fioletowy”[13].

## Morfologia
Średniej wielkości ptak o długości ciała 23–25 cm i masie 38–57 g. Nogi ciemnoszare. Występuje dymorfizm płciowy. Samce mają czarne tęczówki, wokół oka naga, żółta skóra, dziób silny, bladoszary. Twarz i gardło czarniawe. Korona, kark, szyja i górna część piersi fioletowoniebieskie. Niewielka biała opaska piersiowa, poniżej brzuch, boki ciała i pokrywy podogonowe żółte. Górne części ciała metalicznozielone, kuper i ogon fioletowoniebieski z czarnymi końcówkami sterówek. Boczne sterówki czarniawe z białawymi prążkami. Samice mają ciemne tęczówki, wokół oka naga, biała skóra, przerwana nad i pod okiem. Dziób bladoszary z czarniawą górną częścią szczęki górnej. Głowa, szyja, kark, plecy i pierś stalowoszare, na piersi biała obroża. Brzuch, boki i pokrywy podogonowe matowożółte. Lotki czarniawe z białymi prążkami.

## Zasięg występowania
Trogon fioletowogłowy jest gatunkiem osiadłym. Jego zasięg występowania według szacunków organizacji BirdLife International obejmuje 12,1 mln km². Występuje na Trynidadzie, w Wenezueli, Gujanie, Gujanie Francuskiej, Surinamie i północnej Brazylii. Jego zasięg występowania w dużej części pokrywa się z zasięgiem występowania trogona czarnogardłego.

## Ekologia
Głównym habitatem trogona fioletowogłowego są zarówno wiecznie zielone otwarte lasy wilgotne, jak i ich obrzeża, lasy wtórnego wzrostu, spotykany jest także na zacienionych plantacjach kakao i kawy. W Surinamie spotykany jest także na obszarach sawanny. Na terenie Amazonii preferuje górne partie („baldachim”) i obrzeża lasów przejściowych, lasów terra firme i lasów zalewowych (igapó). Występuje na terenach od poziomu morza do 1400 m n.p.m., w Wenezueli 1200 m n.p.m.
Dieta składa się z owoców i małych bezkręgowców. Zaobserwowano odżywianie się tego gatunku owocami cekropki, jagodami Schefflera morototoni oraz owocami pomarańczy wcześniej napoczętymi przez dzięciura złotoczelnego. Występuje zazwyczaj pojedynczo lub w stadach mieszanych. Żeruje wspólnie z przedstawicielami rodzin drozdowatych i tanagrowatych. Długość pokolenia jest określana na 7,3 lat.

### Rozmnażanie
Niewiele wiadomo o rozmnażaniu tego gatunku. Ptaki w kondycji lęgowej obserwowano w Wenezueli w lutym, a na Trynidadzie w listopadzie, lutym, marcu, maju i czerwcu. Gniazda buduje w różnych miejscach m.in. w zawieszonych na wysokości 10–15 m nad ziemią opuszczonych gniazdach os, w nadrzewnych gniazdach mrówek lub termitierach, ale także w zgniłych pniach czy w epifitach. W lęgu 2–3 jaja. Okres przebywania piskląt w gnieździe co najmniej 17 dni.

## Status
W Czerwonej księdze gatunków zagrożonych IUCN trogon fioletowogłowy jest klasyfikowany jako gatunek najmniejszej troski (LC – Least Concern), stosuje ona jednak starsze, szersze ujęcie systematyczne. Liczebność populacji nie jest oszacowana. Gatunek jest opisywany od jako „rzadki i lokalny” do „bardzo licznego”. Trend liczebności populacji ocenia się jako wzrostowy z powodu przybywania przerzedzonych obszarów leśnych wskutek wycinki.